# Ernst Christian Thiel

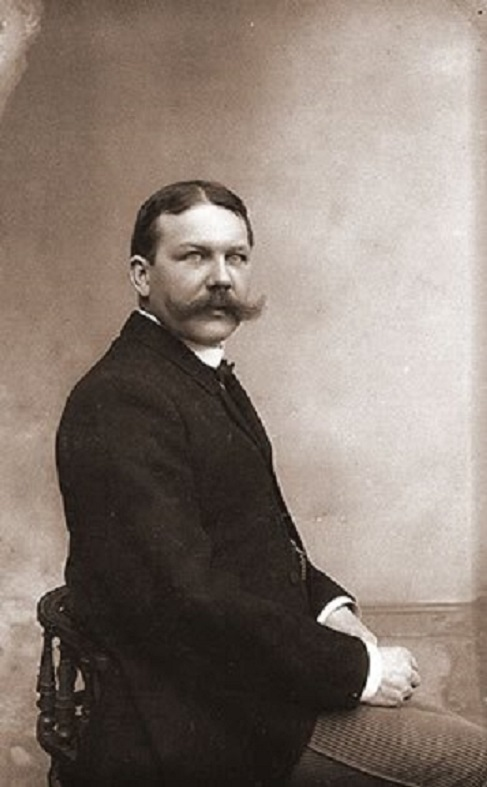
Ernst Christian Thiel

Ernst Christian Thiel (*  1. August 1860 in Gummersbach; †  8. November 1932 in Merzig) war von 1887 bis 1917 Bürgermeister von Merzig-Stadt sowie -Land. Im Jahre 1910 wurde er zum Bürgermeister auf Lebenszeit ernannt.

## Leben
Ernst Christian Thiel wurde 1860 in Gummersbach als Sohn von Franz Christian Thiel und Emma geb. Hoestermann geboren. Dort und in Lennep besuchte er die Höhere Schule und absolvierte anschließend den Vorbereitungsdienst für die Bürgermeisterlaufbahn bei der königlich-preußischen Regierung in Trier. Danach war er von 1884 bis 1887 Bürgermeister von Kyllburg in der Eifel. Bald hatte er sich durch seine Tätigkeit bei der königlich-preußischen Verwaltungsspitze Ansehen erworben. Im Juli 1887 wurde er von der Regierung als Bürgermeister von Merzig-Stadt und Merzig-Land eingesetzt.
Nachdem seine erste Frau Irene geb. Huland im November 1887 früh in jungen Jahren verstorben war, heiratete Ernst Christian Thiel am  6. September 1890 in zweiter Ehe die älteste Tochter des Direktors der Merziger Terrakottafabrik, Elly Spangenberg. Die Familie wohnte mit ihren sieben Söhnen in einem großen Haus, das sie ausgangs Merzig am Fuße des Hohen Bergers erbauen ließen. Seine Teilnahme am Ersten Weltkrieg, aus dem er mit bleibenden gesundheitlichen Schäden (Ruhr) zurückkehrte, der schmerzhafte Verlust seiner drei ältesten Söhne bereits in den ersten Kriegswochen im Jahr 1914, sowie der frühe Tod seiner Ehefrau Elly im April 1917 machten aus ihm einen gebrochenen Mann. Aufgrund seiner schlechten körperlichen und seelischen Verfassung legte er sein Amt zum 1. Juli 1917 mit Vollendung seines 30-jährigen Dienstjubiläums nieder.
Im Jahr 1920 wurde er von der französischen Besatzung wegen seiner preußischen geprägten Gesinnung als einziger Merziger ausgewiesen. Erst nach einem Jahr kehrte er – nicht zuletzt aufgrund der Initiative der Merziger Bevölkerung –  in die Heimat zurück. Am  8. November 1932 starb Ernst Christian Thiel im Alter von 72 Jahren. Er wurde auf dem Merziger Friedhof in der Probsteistraße beigesetzt. 

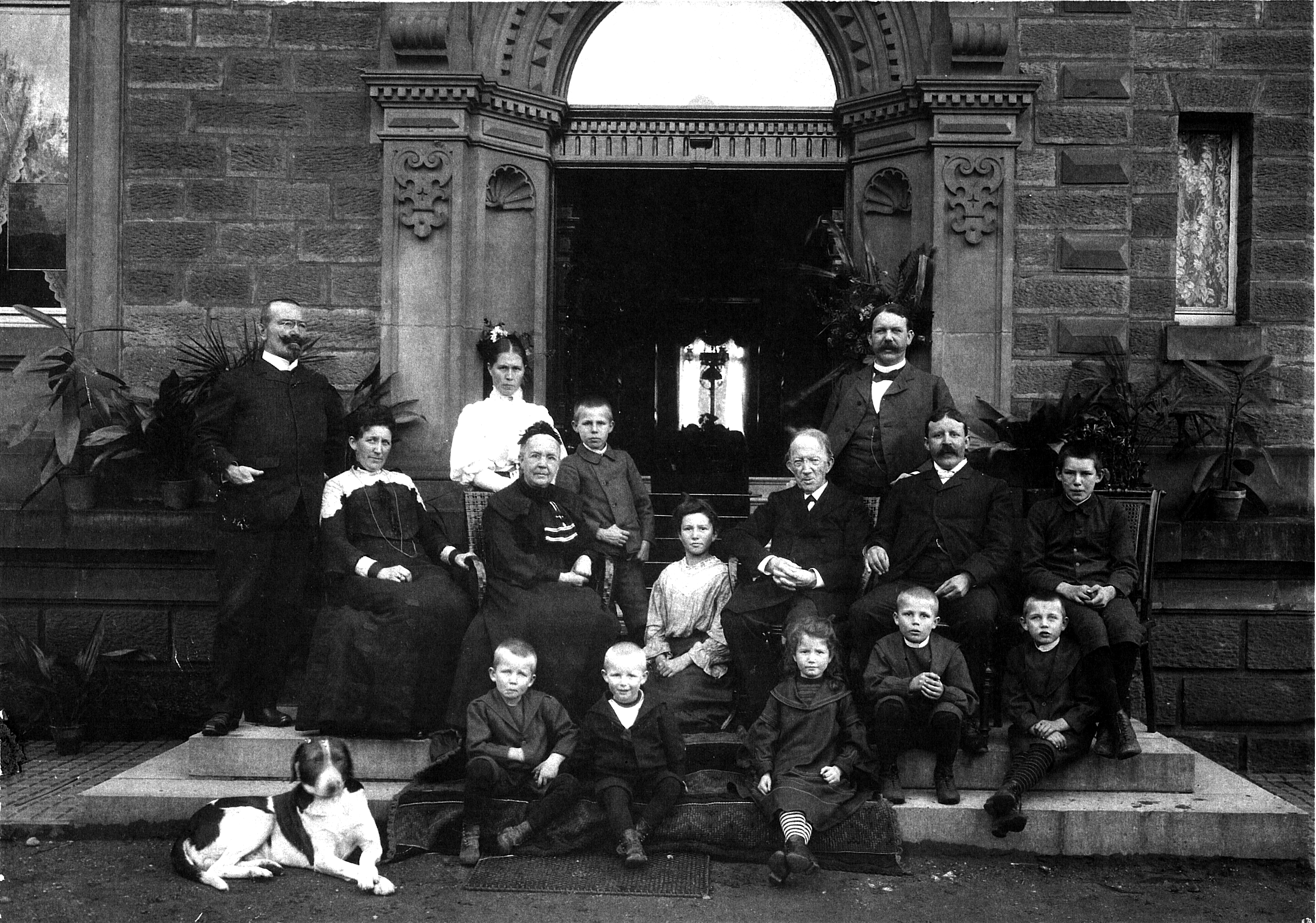
Familie Thiel Deuster

### Berufliche Leistungen
Nachdem Thiel im Jahr 1887 als Bürgermeister von Merzig-Stadt und -Land eingesetzt worden war, vollzog er unter anderem eine Neustrukturierung der Kommunalverwaltung. Unbefestigte Straßen wurden gepflastert, Brücken errichtet und ein Schlachthof gebaut, um die Versorgung der Bevölkerung besser zu gewährleisten. Merzig erhielt eine zentrale Wasserversorgung, das Vereinsleben wurde nachdrücklich gefördert. In seiner Amtszeit wurde auch der Stadtpark angelegt.
Besonderes Gewicht legte Thiel auf den Ausbau des Bildungswesens. Er unterstützte die Gründung der Höheren Töchterschule und eines Lehrerseminars. Das heutige Peter-Wust-Gymnasium und das Gymnasium am Stefansberg hatten hier ihren Ursprung.
Durch seine Bemühungen um die Bahnlinie Merzig-Waldwiese-Metz und um die Gründung der Merzig-Büschfelder Eisenbahn entstanden Schienenverbindungen nach Lothringen und in den Hochwald – ein zukunftsweisender Wirtschaftsfaktor für die aufstrebende Stadt.

## Ehrungen
In Anerkennung seiner Verdienste wurde Ernst Christian Thiel im Jahr 1910 vom Stadtrat zum Bürgermeister aufs Lebenszeit gewählt.